# Ayakashi Triangle
Ayakashi Triangle, (Nhật: あやかしトライアングル Hepburn: Ayakashi Toraianguru), đôi khi được viết tắt thành AyaTri là một loạt manga kỳ ảo xen lẫn hài lãng mạn do Yabuki Kentaro sáng tác. Bộ truyện được đăng thường kỳ trong tạp chí Shūkan Shōnen Jump của Shueisha từ năm 2020 đến năm 2022, trước khi chyển sang website Shōnen Jump+ cũng từ năm 2022 để tiếp tục sáng tác cho đến 2023. Hiện nay, truyện có mười sáu tập tankōbon được xuất bản. Một bản anime truyền hình chuyển thể bởi CONNECT lên sóng vào tháng 1 năm 2023.

## Nhân vật
- Dưới đây là danh sách nhân vật trong Ayakashi Triangle và diễn viên lồng tiếng (phiên bản anime) của từng nhân vật:

### Nhân vật chính
Kazamaki Matsuri (風巻 祭里)
Lồng tiếng bởi: Chiba Shōya (dạng nam), Tomita Miyu (dạng nữ)
Kanade Suzu (花奏 すず)
Lồng tiếng bởi: Ichinose Kana
Shirogane (シロガネ)
Lồng tiếng bởi: Genda Tesshō

### Nhân vật khác
Ninokuru Sōga (二ノ曲 宋牙)
Lồng tiếng bởi: Ishige Shōya
Ninokuru Ponosuke (二ノ曲 ポ之助)
Lồng tiếng bởi: Arai Satomi
Toba Yayoi (鳥羽 弥生)
Lồng tiếng bởi: Tomatsu Haruka 
Tsukioka Lucy (月丘 ルーシー Tsukioka Rūshī)
Lồng tiếng bởi: Kino Hina

## Manga

### Danh sách tập truyện
| 1. "Matsuri to Suzu to Ayakashi" (祭里とすずと妖) 2. "Onna Tomodachi" (オンナトモダチ) 3. "Nattoku Dekinai" (納得できない) 4. "Yōshin no Kimi" (幼心の君) | 1. "Shinsoku no Harainin" (神速の祓忍) 2. "Kachōfūgetsu" (花鳥風月) 3. "Ayakashi Miko no Yūutsu" (妖巫女の憂鬱) - Omake. "Matsuri no Pantsu" (祭里のパンツ) |

| 1. "Omokage" (オモカゲ) 2. "Tokubetsu na Kankei" (トクベツな関係) 3. "Mieru, Mienai" (視える、視えない) 4. "Seishin no Katachi" (精神の形) 5. "Utagawa Garaku" (歌川画楽) | 1. "Kakusei no Kizashi" (覚醒の兆し) 2. "Matsuri no Naka ni" (祭里の中に) 3. "Harainingu-ya" (祓忍具屋) 4. "Hajimete no Hito" (初めてのひと) - Omake. "Ikka ni Ichidai Matsuri-chan" (一家に一台 祭里ちゃん) |

| 1. "Izanau Shōnen" (誘う少年) 2. "Jin'yō Hinojiki Sōsuke" (人妖・日喰想介) 3. "Matsuri tai Jin'yō, Soshite..." (祭里VS人妖 そして...) 4. "Shirogane no Omoi" (シロガネの想い) 5. "Chōwa no Kokoro" (調和の心) | 1. "Ruten no Tamamono" (流転の賜物) 2. "Ayakashi no Ō, Kanade Suzu" (妖の王、花奏すず) 3. "Ayakashi no Otoshimono" (妖の落しもの) 4. "Shinsoku no Oyaji" (神速の親父) - Omake. "Gō! Ayakashi Kaizoku-dan!!" (GO! あやかし海賊団!!) |

| 1. "'Kare' to no Sōgū?" ("彼"との遭遇?) 2. "Haraikō" (祓香) 3. "Nostalgic Home" (ノスタルジック・ホーム Nosutarujikku Hōmu) 4. "Moto Ayakashi no Ō no Nageki" (元・妖の王の嘆き) 5. "Garaku o Oe!" (画楽を追え！) | 1. "Chirizuka Kaiō" (塵塚怪王) 2. "Hirasaka Mei" (比良坂命依) 3. "Konwaku no Matsuri" (困惑の祭里) 4. "Origami" (折神) |

| 1. "Sōga-kun to Kōrogi-senpai" (宋牙くんと香炉木先輩) 2. "Nazo no Yuki Musume" (謎の雪娘) 3. "Rachika Hokaku Sakusen" (ラチカ捕獲作戦) 4. "Sunegūrachika to Ungaikyō" (スネグーラチカと雲外鏡) 5. "Rachika Bōsō" (ラチカ暴走) | 1. "Shirogane no Kaze" (シロガネの風邪) 2. "Suzu no Oheso" (すずのおへそ) 3. "Ibuki Sensei" (いぶき先生) 4. "Oyako Mizuirazu" (母娘水入らず) |

| 1. "Matsuri Sato no Gyō" (祭里の行) 2. "Suzu no Ketsui" (すずの決意) 3. "Shakunetsu no Omiko-shi" (灼熱の小美呼市) 4. "Kyōdō Misshon" (共同忍務) 5. "Hiderigami to Otome-tachi" (日照り神と乙女たち) | 1. "Ame to Denwa" (雨と電話) 2. "Jedo to Omajinai" (ジェドとおまじない) 3. Miechatta" (視えちゃった) 4. "Matsuri Suzu Bāsasu Kubire Oni" (祭里・すずVS縊鬼) |

| 1. "Suzu no Osasoi" (すずのお誘い) 2. "Fureai" (ふれあい) 3. "Abunai Deai" (アブナイ出会い) 4. "'Ayakashi Miko' no Ayakashi" (〝妖巫女〞の妖) 5. "Majiwaru Zense to Gense" (交わる前世と現世) | 1. "Meikōrin" (命光輪) 2. "Ayakashi Miko Bāsasu Kazamaki Matoi" (妖巫女VS風巻纏) 3. "Mō Ichido dake..." (「もう一度だけ…」) 4. "Ayakashi Miko no Sekinin" (妖巫女の責任) |

| 1. "Ga Jujutsu" (画呪術) 2. "Hinojiki Revenge" (日喰リベンジ Hinojiki Ribenji) 3. "Kimi o Tasuketai" (君を助けたい) 4. "Tatakai no Itami" (戦いの痛み) 5. "Matsuri "Ranshin"" (祭里〝嵐身〞) | 1. "Okaeri" (おかえり) 2. "Aa, Suki, Suki, Suki!" (ああ、好き、好き、好き！) 3. "Tomodachi Ijō...?" (トモダチ以上…？) 4. "Totsunyū Seyo!!" (突入せよ！！) |

| 1. "Zurui" (ずるい) 2. "Nureta Kakehiki" (濡れた駆け引き) 3. "Uwasa o Fukitobase!" (ウワサを吹き飛ばせ！) 4. "Mikakunin Tantei Lucy (Zenpen)" (未確認探偵ルーシー（前編） Mikakunin Tantei Rūshī (Zenpen)) 5. "Mikakunin Tantei Lucy (Kōhen)" (未確認探偵ルーシー（後編） Mikakunin Tantei Rūshī (Kōhen)) | 1. "Sōshin Jōki" (操心蒸気) 2. "Mame to Otome" (豆と乙女) 3. "Matsuri Netsu" (マツリ熱) 4. "Biruko" (ビル子) |

| 1. "Sono Otoko, Masurao!!" (その男、益荒男！！) 2. "Matsuri wa Mita!!" (祭里は見た！！) 3. "Omoide no Koe" (思い出の声) 4. "Rochka no Present" (ラチカのプレゼント Rachika no Purezento) 5. "Nino-kyoku-sei Seiryū Ten!?" (ニノ曲・性醒流転！？) | 1. "Shuriken no Omoide" (手裏剣の思い出) 2. "Ren'o no Suranpu" (恋緒のスランプ) 3. "Suzu no Kamigakushi" (すずの神隠し) 4. "Kakegae no Nai Mono" (かけがえのないもの) - Omake. "Kotatsu" (こたつ) |

| 1. "Buruburu" (ぶるぶる) 2. "Osanagokoro no Omoi" (幼心の想い) 3. "Kanade" (かなで) 4. "Tasukeru Riyū" (助ける理由) 5. "Yōfu On'na ni Koi Shita-sha-tachi" (妖巫女に恋した者たち) | 1. "Ritsuto no Akumu" (律太の悪夢) 2. "Uchinaru Kemono" (内なる獣) 3. "Toshiue no Onegai" (歳上のお願い) 4. "Kachōfūgetsu Kyanpu" (花鳥風月キャンプ) |

| 1. "Matsuri VS Rūshī!?" (祭里VSルーシー！？) 2. "Tōge no Nuri ka be" (峠のぬりかべ) 3. "Ungaikyo Une" (雲外鏡 卯音) 4. "Nyaa" (にゃあ) 5. "Kakeru Nekomusume" (駆ける猫娘) | 1. "Kagemei no Konwaku" (カゲメイの困惑) 2. "Omoide no Kamitome" (想い出の髪留め) 3. "Shirogane no Koi!?" (シロガネの恋!?) 4. "Haya no Shugyō" (刃夜の修行) |

| 1. "Sei Senryūten Kaijo!?" (性惺流転・解除！？) 2. "Kanade to Shirogane" (かなでとシロガネ) 3. "Rabu Paudā" (愛粉) 4. "Yayoi to Ninokuru Senpai" (弥生とニノ曲先輩) 5. "Tsuki no Ayakashi" (月の妖) | 1. "Ayakashi gu Kurenai Hōrō" (妖具・紅葫蘆) 2. "Reo VS Donpa" (恋緒VSドンパ) 3. "Shichū ni Katsu ari" (死中に活あり) 4. "Gogyōsen" (五行仙) |

| 1. "Ayakashi Miko no Shōtai" (妖巫女の正体) 2. "Kegare no Gyō" (穢れの行) 3. "Futari no Matsuri" (2人の祭里) 4. "Nisemono?" (ニセモノ？) 5. "Yashiki ni Hisomu Mono" (屋敷に潜むもの) | 1. "Hijiki no Omoi" (日喰の想い) 2. "Magabami" (捐嗆) 3. "Matsuri Bāsasu Matsuri" (祭里VS祭里) 4. "Suzu to no Kyori" (すずとの距離) |

| 1. "Kage Mei no Kitai" (カゲメイの期待) 2. "Otoko no Iroke" (男の色気) 3. "Kamigoroshi no Noroi" (神殺しの呪い) 4. "Gogyōsen no Ubu Kono Sakusen" (五行仙のうぶこの作戦) 5. "Akuariumu Dēto" (アクアリウム・デート) | 1. "Matsuri no Bura to Suzu no Ketsui" (祭里のブラとすすの決意) 2. "Rabu Purishon" (愛の牢獄) 3. "Kanade Suzu no Mōkō" (花奏すずの猛攻) 4. "Osorubeki Biruko" (恐るべきビル子) 5. "Ai no Kōbō" (愛の攻防) |

| 1. "Onore o Harau Kakugo" (己を祓う覚悟) 2. "Suzu Ikaru" (すず、怒る) 3. "Utagawa Garaku VS Gogyō Sen" (歌川画楽 VS 五行仙) 4. "Takaramono" (宝物) 5. "Ma Ayakashi Miko" (真・妖巫女) |

## Anime
Bản chuyển thể anime của truyện được công bố vào tháng 12 năm 2021 tại sự kiện Jump Festa 2022. Vào tháng 9 năm 2022, ban nhân sự được hé lộ, gồm có đạo diễn Akitaya Noriaki và trợ lý đạo diễn Umabiki Kei. Yasukawa Shogo viết kịch bản, Furukawa Hideki thiết kế nhân vật, Ishizuka Rei phụ trách nhạc nền và hãng CONNECT sản xuất hoạt họa. Anime lên sóng truyền hình Nhật Bản vào ngày 10 tháng 1 năm 2023, từ ngày 28 tháng 2 năm 2023, từ tập 7 trở đi bị ngưng phát sóng do ảnh hưởng của đại dịch COVID-19. "Neppu wa Ruten-suru" (熱風は流転する) là bài hát mở đầu anime được trình bày bởi Philosophy no Dance, "Itowanai" (厭わない) là bài hát cuối phim thể hiện bởi MIMiNARI, Tomita Miyu và Ichinose Kana.

#### Danh sách tập phim
| Số tập | Tựa đề                                                 | Ngày phát sóng gốc |
| ------ | ------------------------------------------------------ | ------------------ |
| 1      | "Matsuri to Suzu to Ayakashi" (ヒロイン女子とモブ男子) | 10 tháng 1, 2023   |
| 2      | "Onna Tomodachi" (オンナトモダチ)                      | 17 tháng 1, 2023   |
| 3      | "Shinsoku no Harainin" (神速の祓忍)                    | 24 tháng 1, 2023   |
| 4      | "Ayakashi Miko no Yūutsu" (妖巫女の憂鬱)               | 31 tháng 1, 2023   |
| 5      | "Omokage" (オモカゲ)                                   | 7 tháng 3, 2023    |
| 6      | "Mieru, Mienai" (視える、視えない)                     | 14 tháng 3, 2023   |
| 7      | "Utagawa Garaku" (歌川画楽)                            | 22 tháng 8, 2023   |
| 8      | "Hajimete no Hito" (初めてのひと)                      | 29 tháng 8, 2023   |
| 9      | "'Kare' to no Sōgū?" ("彼"との遭遇?)                   | 5 tháng 9, 2023    |
| 10     | "Izanau Shōnen" (誘う少年)                             | 12 tháng 9, 2023   |
| 11     | "Chōwa no Kokoro" (調和の心)                           | 19 tháng 9, 2023   |
| 12     | "Ayakashi no Ō Kanade Suzu" (妖の王・花奏すず)         | 26 tháng 9, 2023   |